# Elecciones generales de Namibia de 1999
Las terceras elecciones generales de Namibia se llevaron entre el 30 de noviembre y el 1 de diciembre de 1999 para escoger un Presidente y la tercera Legislatura. Sam Nujoma obtuvo un tercer y último mandato con el 76.82% de los votos.

## Sistema electoral
El presidente de la República de Namibia es elegido por voto popular y directo para un mandato de cinco años, con posibilidad de una sola reelección, mediante el sistema de segunda vuelta electoral. Si ningún candidato recibe más del 50% en la primera ronda de votación, se realizará una segunda vuelta. Desde la instauración de la presidencia electa en 1994, ninguna elección ha requerido segunda vuelta, y habitualmente los candidatos de la SWAPO superan holgadamente los tres cuartos de los sufragios válidos.
Los 78 miembros de la Asamblea Nacional consisten en 72 escaños elegidos y ocho miembros (sin derecho a voto) designados por el presidente de la República. Los 72 miembros electos son elegidos mediante escrutinio proporcional plurinominal en listas cerradas. El país se encuentra dividido en catorce regiones, las cuales actúan a su vez como circunscripciones electorales de múltiples miembros. Los escaños se distribuyen mediante el método del resto mayor.

## Cambios electorales
El 2 de noviembre, se pidió a la Asamblea Nacional que enmendara la Ley Electoral para permitir que los votos licitados se contaran en las regiones en las que se emitieron en lugar de que se contaran como votos de Windhoek, como en 1994, un requisito que había sido responsable de los errores administrativos que dieron lugar a las objeciones y procedimientos judiciales de la Alianza Democrática de Turnhalle (DTA). Mientras tanto, la comisión decidió que las mesas de votación no recibirían copias del padrón; en cambio, los oficiales de la estación dependerían de las tarjetas de identificación de los votantes para distinguir entre las boletas licitadas y las ordinarias; los votantes firmaban o marcaban sus tarjetas, como en elecciones anteriores, para evitar que votaran dos veces. Los partidos de la oposición expresaron su descontento por la decisión de la comisión de aceptar la licitación para la impresión de papeletas de votación de una empresa propiedad de SWAPO, aunque la oferta era más atractiva comercialmente que sus rivales y la misma compañía había impreso las papeletas para las elecciones del año anterior. Un nuevo partido, el Congreso de Demócratas (COD), protestó por los principios a través de los cuales se determinó la asignación del tiempo de transmisión gratuita. Dado su sesgo a favor de los partidos con representación parlamentaria, el COD solo recibiría el número mínimo de cupos. El COD también sostuvo que la distribución de fondos públicos entre los partidos era injusta y que este dinero, por supuesto, solo estaba disponible para los partidos con representación parlamentaria. De estos fondos, la SWAPO recibió N$5,8 millones, el DTA recibió N$1,8 millones, UDF N$225.000, el MAG N$75 000 y el DCN N$69.335. Para la mayoría de los partidos, este dinero del gobierno era su fuente de financiación más importante. Ninguno de los partidos recibió donaciones extranjeras.

### Partidos y candidatos
Al igual que en las elecciones anteriores, debía prevalecer el estricto sistema de representación por listas; las circunscripciones sólo tenían importancia administrativa y de verificación de la boleta. El día de la nominación, el 25 de octubre, cuatro partidos presentaron candidaturas para la presidencia: la Organización Popular de África del Sudoeste (SWAPO) presentó de nuevo al presidente titular Sam Nujoma, el Congreso de Demócratas (COD) a Ben Ulenga, la Alianza Democrática de Turnhalle (DTA) a Katuutire Kaura y la el Frente Democrático Unido (UDF) propuso a Justis Garoeb. Además de estos, otros cuatro partidos presentaron listas parlamentarias: Convención Federal de Namibia (FCN), Unión Nacional Africana del Suroeste (SWANU), Coalición Democrática de Namibia (DCN) y el Grupo de Acción Monitora (DGM). SWANU, un rival histórico de SWAPO y, de hecho, el primer movimiento de liberación de Namibia, incluyó en su lista a miembros del Partido Revolucionario de los Trabajadores. La fuerza realmente nueva en la campaña electoral namibia fue el Congreso de los Demócratas, formado en marzo de 1999, seis meses después de la renuncia de su fundador, Ben Ulenga, de su cargo como Alto Comisionado de Namibia en Londres. Ulenga había sido un alto dirigente de la SWAPO y su condición, junto con los rumores de otras deserciones inminentes de la SWAPO, sugirió a los observadores que el COD podría obtener apoyo en el bastión de la SWAPO, las zonas de habla ovambo del norte de Namibia.

## Campaña
A diferencia de las campañas de 1989 y 1994, el período previo a la jornada electoral se caracterizó por un número relativamente alto de quejas sobre el comportamiento de los activistas. Las denuncias de violaciones del código de conducta se referían principalmente a la interrupción de las manifestaciones por parte de partidarios de partidos rivales, así como a la intimidación de los partidarios del Congreso de Demócratas (COD) en la región de Ovambo. Aunque la Comisión Electoral declaró que había habido una disminución en el número de denuncias presentadas oficialmente, los informes en la prensa sobre violaciones del código aumentaron después del 9 de noviembre, lo que provocó fuertes críticas de los observadores de la Unión Europea. Por otro lado, la campaña en Caprivi parecía haberse llevado a cabo de una manera tranquila, un logro envidiable teniendo en cuenta los acontecimientos que rodearon la revuelta secesionista. Los observadores de la UE y la SADC encontraron un ambiente relajado entre los activistas de los partidos en competencia en Caprivi. En general, los informes de intimidación se concentraron geográficamente en aquellas áreas en las que COD estaba tratando de construir una base de seguidores, pero estas zonas era dominios del SWAPO.
Por otro lado, los procedimientos electorales parecían estar bien gestionados. En general, las mesas de votación abrieron según lo programado, aunque inevitablemente el personal que dirigía las estaciones móviles encontró dificultades para cumplir con sus programas. Debido a la ausencia de registros en las estaciones, los procedimientos de identificación de votantes en las estaciones tuvieron que ser elaborados y, en general, estaban bien administrados, aunque había varios informes de estaciones que no tenían formularios E23, los formularios en los que los votantes licitados debían ser enumerados. Sólo una estación fue reportada en los periódicos de haberse quedado sin papeletas durante la votación. Los votantes que necesitaban ser identificados a través de declaraciones juradas ocasionalmente se encontraron con interpretaciones bastante estrictas de las reglas sobre cómo se debía hacer esto, pero esto en sí mismo era indicativo de las estrictas precauciones que se ejercían contra el voto múltiple. Agentes de varios partidos estaban presentes en la mayoría de las estaciones, aunque muchos de ellos parecían poco preparados y muchos no llevaban ninguna insignia de identificación. La reserva más grave expresada por los observadores se refería a las rutinas que se seguían cuando los votantes ancianos, enfermos o discapacitados necesitaban asistencia; con demasiada frecuencia esto se ofrecía de una manera que violaba el secreto de la votación. Es evidente que se necesitan regulaciones más precisas para gobernar este proceso.
Los informes de los observadores sugieren que la calidad de los arreglos de escrutinio fue desigual, en particular con respecto al registro de los votos licitados. El COD, después de las elecciones, celebró una conferencia de prensa para quejarse del comportamiento políticamente partidista de los funcionarios de las estaciones de escrutinio, la presencia de personas no acreditadas en las estaciones de escrutinio y de las declaraciones de las mismas mesas electorales firmadas por el mismo oficial que regresa, que difieren cada vez. COD publicó un memorando detallado sobre sus quejas sobre el conteo en ocho estaciones, principalmente sobre el comportamiento de los funcionarios de SWAPO (que a veces, según COD, participaron en el conteo) y la gestión de los votos licitados. Sin embargo, el liderazgo de COD no impugnó ninguno de los resultados a través de litigios.
El anuncio de los resultados finales se completó el 6 de diciembre: los retrasos se atribuyeron en gran medida al registro, la verificación y la asignación a sus circunscripciones correctas de los votos licitados. El proceso habría sido considerablemente más largo si no hubiera sido por la inversión de la comisión en un centro de resultados técnicamente sofisticado en Windhoek, inspirado en el sistema utilizado por Sudáfrica y establecido con la ayuda de la Comisión Electoral Independiente de Sudáfrica.

## Resultados

### Presidenciales
| Candidato                          | Candidato                 | Partido                                             | Votos   | %      |
| ---------------------------------- | ------------------------- | --------------------------------------------------- | ------- | ------ |
|                                    | Sam Nujoma                | Organización Popular de África del Sudoeste (SWAPO) | 414.096 | 76,85  |
|                                    | Ben Ulenga                | Congreso de Demócratas (COD)                        | 56.541  | 10.49  |
|                                    | Katuutire Kaura           | Alianza Democrática de Turnhalle (DTA)              | 52.752  | 9.64   |
|                                    | Justus ǁGaroëb            | Frente Democrático Unido (UDF)                      | 15.635  | 3.02   |
|                                    |                           |                                                     |         |        |
| Votos válidos                      | Votos válidos             | Votos válidos                                       | 539.024 | 98.79  |
| Votos en blanco/anulados           | Votos en blanco/anulados  | Votos en blanco/anulados                            | 6.441   | 1.21   |
| Total                              | Total                     | Total                                               | 545.465 | 100.00 |
| Registrados/Participación          | Registrados/Participación | Registrados/Participación                           | 878.869 | 62.06  |
| Fuente: African Elections Database |                           |                                                     |         |        |

### Legislativas
| Partido                            | Partido                                                                                                | Votos   | %      | Escaños | +/-    |
| ---------------------------------- | --- | ------- | ------ | ------- | ------ |
|                                    | Organización Popular de África del Sudoeste (SWAPO)                                                    | 408.174 | 76.15  | 55      | +2     |
|                                    | Congreso de Demócratas (COD)                                                                           | 53.289  | 9.94   | 7       | Nuevo  |
|                                    | Alianza Democrática de Turnhalle (DTA)                                                                 | 50.824  | 9.48   | 7       | -8     |
|                                    | Frente Democrático Unido (UDF)                                                                         | 15.685  | 2.93   | 2       | 0      |
|                                    | Grupo de Acción Monitora (MAG)                                                                         | 3.618   | 0.67   | 1       | 0      |
|                                    | SWANU-WRTUnión Nacional Africana del Suroeste (SWANU) Partido Revolucionario de los Trabajadores (WRT) | 1.885   | 0.35   | 0       | 0      |
|                                    | Coalición Democrática de Namibia (DCN)                                                                 | 1.797   | 0.34   | 0       | -1     |
|                                    | Convención Federal de Namibia (FCN)                                                                    | 764     | 0.14   | 0       | 0      |
| Miembros designados                | Miembros designados                                                                                    | -       | -      | 6       | 0      |
|                                    | |         |        |         |        |
| Votos válidos                      | Votos válidos                                                                                          | 535.715 | 99.06  | -       | -      |
| Votos en blanco/anulados           | Votos en blanco/anulados                                                                               | 5.078   | 0.94   | -       | -      |
| Total                              | Total                                                                                                  | 536.036 | 100.00 | 78      | -      |
| Registrados/Participación          | Registrados/Participación                                                                              | 878.869 | 61.53  | -14.52  | -14.52 |
| Fuente: African Elections Database | |         |        |         |        |